# Rudolf Amann (Mikrobiologe)
Rudolf I. Amann (* 3. Juni 1961 in Rott am Inn) ist ein deutscher Mikrobiologe, Direktor am Max-Planck-Institut für Marine Mikrobiologie (MPI-MM) in Bremen und seit 2001 Professor für Mikrobielle Ökologie an der Universität Bremen.

## Wissenschaftlicher Werdegang
Zwischen 1980 und 1986 studierte Amann Biologie und Chemie an der Technischen Universität München, im Anschluss daran war er bis 1988 Doktorand am dortigen Lehrstuhl für Mikrobiologie. 1988 promovierte er bei Karl-Heinz Schleifer zum Thema „Die beta-Untereinheit der ATP-Synthase als phylogenetischer Marker bei den Eubakterien“. Nach einem Postdoc-Aufenthalt in den Abteilungen für Veterinary Pathobiology und Microbiology an der University of Illinois in Urbana-Champaign, USA, bei David A. Stahl trat er 1990 die Assistenz am Lehrstuhl für Mikrobiologie an der TU München an. Im Jahr 1995 habilitierte Amann an der TU München zur „Identifizierung bisher nicht kultivierbarer Mikroorganismen“. Er forscht seither an der Schnittstelle zwischen Ökologie und Taxonomie.
Zwischen 1997 und 2001 war er Leiter einer Max-Planck-Forschungsgruppe am Max-Planck-Institut für Marine Mikrobiologie in Bremen. 2001 wurde Amann „Wissenschaftliches Mitglied“ der Max-Planck-Gesellschaft und Direktor am MPI für Marine Mikrobiologie. Dort leitet er seither die Abteilung Molekulare Ökologie. Im gleichen Jahr (2001) erfolgte im Rahmen einer Kooperationsprofessur die Berufung zum Professor für Mikrobielle Ökologie an der Universität Bremen. Von 2002 bis 2018 war er Sprecher der Internationalen Max‐Planck‐Forschungsschule für Marine Mikrobiologie (IMPRS MarMic). Von 2014 bis 2017 war er Vorsitzender der Biologisch-Medizinischen Sektion der Max-Planck-Gesellschaft.
Amann ist Mitglied in diversen Fachgesellschaften, darunter der Vereinigung für Allgemeine und Angewandte Mikrobiologie (VAAM), der American Society for Microbiology (ASM), der International Society for Microbial Ecology (ISME) und der European Academy of Microbiology (EAM). 2007 wurde er Mitglied der Deutschen Akademie der Naturforscher Leopoldina. Als Gutachter ist Amann vor allem für die Deutsche Forschungsgemeinschaft (DFG, gewählter Fachgutachter 2004–2012) und den European Research Council (ERC) aktiv. Er ist Mitherausgeber der Zeitschrift „Systematic and Applied Microbiology“.
Amann ist Träger zahlreicher wissenschaftlicher Auszeichnungen, darunter des Bergey’s Award des Bergey’s Manual Trust, USA (2004), des Dozenten-Preises des Fonds der Chemischen Industrie (1998) und des Körber‐Preises für die europäische Wissenschaft der Körber‐Stiftung (1995).

## Forschungsschwerpunkte
Amann erforscht die Vielfalt und Ökologie von Mikroorganismen in marinen Lebensräumen. Dafür entwickelte er molekulare Techniken, mit denen Bakterien und Archaeen identifiziert und quantifiziert werden können. Seine Verfahren, für die er Nukleinsäure‐Sonden nutzt, haben zur Entdeckung neuer, bisher nicht kultivierter Arten von Mikroorganismen beigetragen. Im Mittelpunkt seiner Forschung steht dabei die Rolle von Mikroorganismen in globalen biogeochemischen Stoffkreisläufen wie dem Kohlenstoffkreislauf. Dabei erforscht Amann Bakterien und Archaeen sowohl in den Sedimenten des Meeresbodens als auch in der Wassersäule. Ein aktueller Schwerpunkt liegt auf den Wechselwirkungen von Phytoplankton und Bakterioplankton, die häufig über Algenpolysaccharide als Energiequellen für heterotrophe Bakterien gesteuert werden.
In seiner Arbeitsgruppe wurde ein Nachweisverfahren optimiert, mit dem die bakterielle Zusammensetzung von Umweltproben bestimmt werden kann – die so genannte Fluoreszenz‐in situ‐Hybridisierung (FISH). Dieses Verfahren identifiziert Mikroorganismen anhand der Sequenz ihrer ribosomalen RNA. Speziell gefärbte Nukleinsäure‐Sonden binden nur an Bakterien mit einer bestimmten RNA. Diese Bakterien lassen sich dann unter dem Mikroskop identifizieren und zählen.
Als Forscher auf dem Gebiet der Biodiversität setzt sich Rudolf Amann außerdem für eine integrative Taxonomie ein, die eine Brücke zu anderen Disziplinen schlägt. Amann fordert einen multidisziplinären Ansatz, um Zusammenhänge zwischen Genen, Organismen und Ökosystemen mit den Methoden der modernen Genomforschung besser verstehen und einordnen zu können.

## Publikationen
Rudolf Amanns vollständige Publikationsliste ist bei ResearcherID und Google Scholar zu finden. Er ist Urheber oder Mitautor von mehr als 400 Artikeln in begutachteten (peer-reviewed) Fachmagazinen und zahlreicher Reviews und Buchkapitel. Er wurde bisher laut Web of Science mehr als 70.000 mal von anderen Autoren zitiert, sein h-Index liegt bei 131.

## Belege
1. ↑  https://www.mpi-bremen.de/Rudolf-Amann.html
2. 1 2  https://www.uni-bremen.de/research-alliance/forschung-und-wissenschaftlicher-nachwuchs/kooperationsprofessuren/
3. 1 2  Curriculum Vitae von R. Amann bei Leopoldina. Abgerufen am 27. Juli 2018.
4. ↑  MarMic. Abgerufen am 27. Juli 2018.
5. ↑  Amann, Rudolf bei der MPG. Abgerufen am 27. Juli 2018.
6. ↑  Mitgliederverzeichnis - VAAM. Abgerufen am 27. Juli 2018.
7. ↑  Mitgliederverzeichnis - Leopoldina. Abgerufen am 27. Juli 2018.
8. ↑  Rudolf Amann bei "Systematic and Applied Microbiology". Abgerufen am 27. Juli 2018.
9. ↑  About Bergey's Manual Trust. Abgerufen am 27. Juli 2018.
10. ↑  Liste der Preisträger des Dozentenpreises. Abgerufen am 27. Juli 2018.
11. ↑  Körber-Preis für Arbeiten an Gensonden verliehen. In: Die Welt. 8. September 1995.
12. ↑  Liste der Preisträger des Körber-Preises. Abgerufen am 27. Juli 2018.
13. ↑  Amann, R. I., B. J. Binder, R. J. Olson, S. W. Chisholm, R. Devereux, and D. A. Stahl. 1990. Combination of 16S rRNA-targeted oligonucleotide probes with flow cytometry for analyzing mixed microbial populations. Appl. Environ. Microbiol. 56:1919-1925.
14. ↑  Amann, R. I., W. Ludwig, and K. H. Schleifer. 1995. Phylogenetic identification and in situ detection of individual microbial cells without cultivation. Microbiol. Rev. 59:143-169.
15. 1 2  Teeling, H., B.M. Fuchs, D. Becher, [21 authors], T. Schweder, and R. Amann. 2012. Substrate-controlled succession of marine bacterioplankton populations induced by a phytoplankton bloom. Science 336:608-611.
16. ↑  Sebastian Miksch, Luis H Orellana, Monike Oggerin de Orube, Silvia Vidal-Melgosa, Vipul Solanki, Jan-Hendrik Hehemann, Rudolf Amann, Katrin Knittel: Taxonomic and functional stability overrules seasonality in polar benthic microbiomes. In: The ISME Journal. Band 18, Nr. 1, 1. Januar 2024, ISSN 1751-7362, S. wrad005, doi:10.1093/ismejo/wrad005 (oup.com [abgerufen am 11. Februar 2025]).
17. ↑  Feng-Qing Wang, Daniel Bartosik, Chandni Sidhu, Robin Siebers, De-Chen Lu, Anke Trautwein-Schult, Dörte Becher, Bruno Huettel, Johannes Rick, Inga V. Kirstein, Karen H. Wiltshire, Thomas Schweder, Bernhard M. Fuchs, Mia M. Bengtsson, Hanno Teeling, Rudolf I. Amann: Particle-attached bacteria act as gatekeepers in the decomposition of complex phytoplankton polysaccharides. In: Microbiome. Band 12, Nr. 1, 20. Februar 2024, ISSN 2049-2618, S. 32, doi:10.1186/s40168-024-01757-5, PMID 38374154, PMC 10877868 (freier Volltext) – (biomedcentral.com [abgerufen am 11. Februar 2025]).
18. ↑  Amann, R., and B. Fuchs. 2008. Single-cell identification in microbial communities by improved fluorescence in situ hybridization techniques. Nature Rev. Microbiol. 6:339-348.
19. ↑  Leopoldina Stellungnahme 2014; ISBN 978-3-8047-3281-0: Detailansicht. Abgerufen am 27. Juli 2018.
20. ↑  R. Amann bei ResearcherID. Abgerufen am 27. Juli 2018.

| Personendaten    | Personendaten          |
| ---------------- | ---------------------- |
| NAME             | Amann, Rudolf          |
| ALTERNATIVNAMEN  | Amann, Rudolf I.       |
| KURZBESCHREIBUNG | deutscher Mikrobiologe |
| GEBURTSDATUM     | 3. Juni 1961           |
| GEBURTSORT       | Rott am Inn            |